# Nikischerite
La nikischerite (simbolo IMA: Nik) è un minerale molto raro del supergruppo dell'idrotalcite e del gruppo della wermlandite appartenente alla classe minerale dei "solfati, cromati, molibdati e tungstati" con composizione chimica Fe2+6Al3(OH)18[Na(H2O)6](SO4)2 • 6(H2O) o nella notazione della formula strutturale cristallochimica NaFe2+6Al3[(OH)18|(SO4)2] • 12(H2O). Da un punto di vista chimico, la nikischerite è quindi un solfato di ferro-alluminio-sodio contenente acqua con ulteriori ioni idrossido.
La nikischerite è l'analogo del ferro della shigaite (Mn2+6Al3[(OH)18|(SO4)2] • 12(H2O)) e della poellmannite (Ca6Al3(OH)18[Na(H2O)6](SO4)2 • 6(H2O)).

## Etimologia e storia
La nikischerite è stata scoperta per la prima volta nei campioni di minerali provenienti dalla mineira di "Huanuni", vicino a Huanuni, nel dipartimento di Oruro (Bolivia). L'analisi e la prima descrizione sono state effettuate da Danielle Huminicki, Frank C. Hawthorne, Joel D. Grice e John Leslie Jambor, che hanno chiamato il minerale in onore del suo scopritore, il mineralogista e commerciante di minerali Anthony J. Nikischer.
Nel 2001, il team di mineralogisti ha inviato i risultati del test e il nome scelto all'Associazione Mineralogica Internazionale (IMA) (numero di iscrizione interno IMA: 2001-039) per la revisione, che ha riconosciuto la nikischerite come una specie minerale a sé stante.
Il campione tipo del minerale è conservato nel "Canadian Museum of Nature" di Ottawa.

## Classificazione
La nona edizione della sistematica minerale di Strunz, che è stata aggiornata l'ultima volta dall'Associazione Mineralogica Internazionale nel 2009, elenca la nikischerite nella classe "7. Solfati (selenati, tellurati, cromati, molibdati, tungstati)" e nella sottoclasse "7.D Solfati (selenati, ecc.) con anioni aggiuntivi, con H2O"; questa è ulteriormente suddivisa in base alla struttura cristallina e alla dimensione dei cationi, in modo che il minerale possa essere trovata nella sezione "7.DD Con soltanto cationi di media dimensione; strati di ottaedri che condividono uno spigolo" dove forma il sistema nº 7.DD.35 insieme a carrboydite, honessite, idrowoodwardite, motukoreaite, shigaite, zincowoodwardite, glaucocerinite, woodwardite, idrohonessite, mountkeithite, natroglaucocerinite, wermlandite e zincaluminite.
Tale classificazione è mantenuta anche nell'edizione successiva, proseguita sul database "mindat.org" e chiamata talvolta Classificazione Strunz-mindat.
Nella Sistematica dei lapis (Lapis-Systematik) di Stefan Weiß la nikischerite è elencata nel sistema nº VI/D.14-22. In tale sistematica ciò corrisponde alla classe dei "solfati, cromati, molibdati e tungstati" e quindi alla sottoclasse dei "solfati idrati, con anioni stranieri", dove la nikischerite forma un gruppo indipendente, ma senza nome, insieme a lannonite, metavoltina, motukoreaite, natroglaucocerinite, shigaite, slavikite e wermlandite.
Anche la sistematica dei minerali secondo Dana, che viene utilizzata principalmente nel mondo anglosassone, classifica la nikischerite nella classe dei "solfati, cromati e molibdati" e lì nella sottoclasse dei "solfati idrogeni con ossidrile o alogeno". Qui la si può trovare solo insieme a shigaite nel gruppo senza nome 31.01.02 all'interno della suddivisione "solfati acquosi con idrossile o alogeno e (A+B2+)m(XO4)pZq • x(H2O), con m : p > 6 : 1".

## Abito cristallino
La nikischerite cristallizza nel sistema trigonale nel gruppo spaziale R3 (gruppo nº 148) con i parametri del reticolo a = 9,347 Å e c = 33,000 Å oltre a tre unità di formula per cella unitaria.

## Origine e giacitura
La nikischerite, insieme alla vivianite, si forma da processi idrotermali a temperature relativamente basse e come minerale secondario nella zona di ossidazione dei depositi di solfuro. Altri minerali di accompagnamento possono includere pirite, pirrotite, siderite e cronstedtite.
L'unica località conosciuta è la sua località tipo, la miniera di "Huanuni" in Bolivia.

## Forma in cui si presenta in natura
La nikischerite sviluppa cristalli frondosi simili alla mica, che sono spesso combinati per formare aggregati minerali radiali fino a un centimetro di diametro. I campioni freschi del minerale da traslucido a trasparente mostrano un colore verde chiaro o scuro e una lucentezza da cerosa a perlacea sulle superfici. Con il tempo, però, si ossida, diventando marrone ocra e opaco.